# Corinne Paliard
Corinne Paliard, née le 24 octobre 1970, est une patineuse artistique française de danse sur glace. Avec son partenaire Didier Courtois, ils sont champions de France 1988.

## Biographie

### Carrière sportive
Corinne Paliard pratique la danse sur glace de haut-niveau avec son partenaire Didier Courtois. Ils sont champions de France 1988 sur la patinoire de Grenoble.
Ils représentent la France à trois mondiaux juniors (1984 à Sapporo, 1985 à Colorado Springs et 1986 à Sarajevo où ils obtiennent la médaille de bronze), deux championnats européens (1987 à Sarajevo et 1987 à Prague) et aux Jeux olympiques d'hiver de 1988 à Calgary. Ils ne sont jamais sélectionnés par la fédération française des sports de glace pour participer aux mondiaux seniors.
Ils arrêtent les compétitions sportives après les Jeux olympiques de 1988.

## Palmarès
| Compétitions principales      | 1984    | 1985    | 1986    | 1987    | 1988    |  |  |  |  |  |  |  |  |  |
| Jeux olympiques d'hiver       |         |         |         |         | 14e     |  |  |  |  |  |  |  |  |  |
| Championnats du monde         |         |         |         |         |         |  |  |  |  |  |  |  |  |  |
| Championnats d’Europe         |         |         |         | 11e     | 10e     |  |  |  |  |  |  |  |  |  |
| Championnats de France        |         |         |         | 2e      | 1re     |  |  |  |  |  |  |  |  |  |
| Championnats du monde juniors | 9e      | 6e      | 3e      |         |         |  |  |  |  |  |  |  |  |  |
|                               |         |         |         |         |         |  |  |  |  |  |  |  |  |  |
| Autres Compétitions           | 1983/84 | 1984/85 | 1985/86 | 1986/87 | 1987/88 |  |  |  |  |  |  |  |  |  |
| Skate Canada                  |         |         |         | 5e      |         |  |  |  |  |  |  |  |  |  |
| Trophée de France             |         |         |         |         | 3e      |  |  |  |  |  |  |  |  |  |
| Moscou Skate                  |         |         |         | 7e      |         |  |  |  |  |  |  |  |  |  |
| Trophée NHK                   |         |         |         |         | 6e      |  |  |  |  |  |  |  |  |  |
|                               |         |         |         |         |         |  |  |  |  |  |  |  |  |  |